# 五合星团
五合星团（Quintuplet Cluster）是位于银河系中心（人馬座方向）附近的一个疏散星团，距地球约26000光年，是迄今为止发现的质量最大的疏散星团之一。
五合星团距离银河系中心大约100光年，年龄只有4百万年，是一个相对年轻的星团。由于尘埃的遮挡，至1990年才通过红外望远镜发现它。在红外線波段，星团中有5颗星非常明亮，因此得名为五合星团，又称五星团、五重星团、五胞胎星团等。
这个星团中有一些大质量的恒星，比如目前银河系中发现的质量最大的恒星──手枪星就位于其中。这些大质量恒星吹出猛烈的星风，星风相互碰撞，将气体加热到很高的温度，产生明亮的X射线。五合星团中有一些红色和蓝色的巨星正处于超新星爆发的边缘。由于受到银河系中心的引力影响，科学家预言这个星团会在数百万年后解体。